# Unruhige Jahre
Unruhige Jahre (Originaltitel: It's a man's world) ist eine 1962–63 von dem amerikanischen Fernsehsender NBC produzierte Serie in 19 Folgen über junge Leute in Amerika, die auf einem Hausboot („The Elephant“) in der fiktiven Kleinstadt Cordella am Ohio leben. Sie handelt von deren Alltag mit den Problemen, Sorgen und Freuden. Hauptfiguren sind die Collegeschüler Wes Macauley und sein Bruder Howie, deren Eltern bei einem Verkehrsunfall ums Leben gekommen sind, Tom-Tom DeWitt, Freund und Studienkollege von Wes und Vern Hodges, ein Folksänger aus North Carolina.
Als It's a man's world wegen zu niedriger Zuschauerquoten eingestellt wurde, kam es in den USA zu Protesten von Fans der Serie.
In Deutschland wurde die Serie ab Ende 1964 bis 1967 unregelmäßig im Sonntagnachmittagsprogramm der ARD ausgestrahlt.

## Hauptdarsteller
- Glenn Corbett als Wes Macauley;
- Michael Burns als Howie Macauley;
- Ted Bessell als Tom-Tom DeWitt;
- Randy Boone als Vern Hodges;
- Harry Harvey Sr. als Houghton Stott;
- Jan Norris als Irene Hoff;
- Kate Murtagh als Mrs. Iona Dobson;
- Scott White als Virgil Dobson;
- Jeanine Cashell als Alma Jean Dobson;
- Ann Schuyler als Nora Fitzgerald

## Titel der Folgen
1. Four to Go (USA: 17. September 1962, wöchentlich eine Folge)
2. Stir Crazy
3. Molly Pitcher and the Green Eyed Monster
4. Winning his Way
5. Drive Over to Exeter
6. The Beavers and the Otters
7. Howie´s Adventure
8. The Bravest Man in Cordella
9. The Man on the Second Floor
10. I Count My Life in Coffee Cups
11. Chicago Gains a Number
12. The Macauley Profile
13. The Long Short Cut
14. The Long Way Around
15. Night Beat on the Tom-Tom
16. Hour of Truth
17. The Unbalanced Line
18. Mutiny on the Elephant
19. Winter Story (letzte Folge am 28. Januar 1963 bei NBC)